# Grande Prêmio da França de 1994
Resultados do Grande Prêmio da França de Fórmula 1 realizado em Magny-Cours em 3 de julho de 1994. Foi a sétima etapa da temporada e teve como vencedor o alemão Michael Schumacher.

## Resumo
Última vez que Andrea de Cesaris pontuaria na Fórmula 1. Reestreias de Jean-Marc Gounon e Nigel Mansell.

## Classificação da prova

### Treino classificatório
| Pos. | Nº | Piloto                | Construtor        | Treino 01 | Treino 02 | Grid    |
| ---- | -- | --------------------- | ----------------- | --------- | --------- | ------- |
| 1    | 0  | Damon Hill            | Williams-Renault  | 1:17.539  | 1:16.282  |         |
| 2    | 2  | Nigel Mansell         | Williams-Renault  | 1:18.340  | 1:16.359  | + 0.077 |
| 3    | 5  | Michael Schumacher    | Benetton-Ford     | 1:17.085  | 1:16.707  | + 0.425 |
| 4    | 27 | Jean Alesi            | Ferrari           | 1:17.855  | 1:16.954  | + 0.672 |
| 5    | 28 | Gerhard Berger        | Ferrari           | 1:17.441  | 1:16.959  | + 0.677 |
| 6    | 15 | Eddie Irvine          | Jordan-Hart       | 1:19.463  | 1:17.441  | + 1.159 |
| 7    | 14 | Rubens Barrichello    | Jordan-Hart       | 1:18.326  | 1:17.482  | + 1.200 |
| 8    | 6  | Jos Verstappen        | Benetton-Ford     | 1:18.669  | 1:17.645  | + 1.363 |
| 9    | 7  | Mika Häkkinen         | McLaren-Peugeot   | 1:19.041  | 1:17.768  | + 1.486 |
| 10   | 30 | Heinz-Harald Frentzen | Sauber-Mercedes   | 1:19.318  | 1:17.830  | + 1.548 |
| 11   | 29 | Andrea de Cesaris     | Sauber-Mercedes   | 1:20.145  | 1:17.866  | + 1.584 |
| 12   | 8  | Martin Brundle        | McLaren-Peugeot   | 1:18.112  | 1:18.031  | + 1.749 |
| 13   | 26 | Olivier Panis         | Ligier-Renault    | 1:19.697  | 1:18.044  | + 1.762 |
| 14   | 3  | Ukyo Katayama         | Tyrrell-Yamaha    | 1:19.969  | 1:18.192  | + 1.910 |
| 15   | 25 | Eric Bernard          | Ligier-Renault    | 1:19.292  | 1:18.236  | + 1.954 |
| 16   | 23 | Pierluigi Martini     | Minardi-Ford      | 1:20.084  | 1:18.248  | + 1.966 |
| 17   | 4  | Mark Blundell         | Tyrrell-Yamaha    | 1:20.001  | 1:18.381  | + 2.099 |
| 18   | 9  | Christian Fittipaldi  | Footwork-Ford     | 1:20.801  | 1:18.568  | + 2.286 |
| 19   | 12 | Johnny Herbert        | Lotus-Mugen/Honda | 1:20.108  | 1:18.715  | + 2.433 |
| 20   | 20 | Erik Comas            | Larrousse-Ford    | 1:20.576  | 1:18.811  | + 2.529 |
| 21   | 24 | Michele Alboreto      | Minardi-Ford      | 1:20.097  | 1:18.890  | + 2.608 |
| 22   | 10 | Gianni Morbidelli     | Footwork-Ford     | 1:20.707  | 1:18.936  | + 2.654 |
| 23   | 11 | Alessandro Zanardi    | Lotus-Mugen/Honda | 1:20.122  | 1:19.066  | + 2.784 |
| 24   | 31 | David Brabham         | Simtek-Ford       | 1:22.527  | 1:19.771  | + 3.489 |
| 25   | 19 | Olivier Beretta       | Larrousse-Ford    | 1:21.964  | 1:19.863  | + 3.581 |
| 26   | 32 | Jean-Marc Gounon      | Simtek-Ford       | 1:23.264  | 1:21.829  | + 5.547 |
| DNQ  | 34 | Bertrand Gachot       | Pacific-Ilmor     | 1:24.048  | 1:21.952  | + 5.670 |
| DNQ  | 33 | Paul Belmondo         | Pacific-Ilmor     | 1:24.637  | 1:23.004  | + 6.722 |

### Corrida
| Pos. | Nº | Piloto                | Construtor        | Voltas | Tempo/Diferença | Grid | Pontos |
| ---- | -- | --------------------- | ----------------- | ------ | --------------- | ---- | ------ |
| 1    | 5  | Michael Schumacher    | Benetton-Ford     | 72     | 1:38:35.704     | 3    | 10     |
| 2    | 0  | Damon Hill            | Williams-Renault  | 72     | + 12.642        | 1    | 6      |
| 3    | 28 | Gerhard Berger        | Ferrari           | 72     | + 52.765        | 5    | 4      |
| 4    | 30 | Heinz-Harald Frentzen | Sauber-Mercedes   | 71     | + 1 volta       | 10   | 3      |
| 5    | 23 | Pierluigi Martini     | Minardi-Ford      | 70     | + 2 voltas      | 16   | 2      |
| 6    | 29 | Andrea de Cesaris     | Sauber-Mercedes   | 70     | + 2 voltas      | 11   | 1      |
| 7    | 12 | Johnny Herbert        | Lotus-Mugen/Honda | 70     | + 2 voltas      | 19   |        |
| 8    | 9  | Christian Fittipaldi  | Footwork-Ford     | 70     | + 2 voltas      | 18   |        |
| 9    | 32 | Jean-Marc Gounon      | Simtek-Ford       | 68     | + 4 voltas      | 26   |        |
| 10   | 4  | Mark Blundell         | Tyrrell-Yamaha    | 67     | + 5 voltas      | 17   |        |
| 11   | 20 | Erik Comas            | Larrousse-Ford    | 66     | Motor           | 20   |        |
| Ret  | 3  | Ukyo Katayama         | Tyrrell-Yamaha    | 53     | Spun off        | 14   |        |
| Ret  | 7  | Mika Häkkinen         | McLaren-Peugeot   | 48     | Motor           | 9    |        |
| Ret  | 2  | Nigel Mansell         | Williams-Renault  | 45     | Câmbio          | 2    |        |
| Ret  | 27 | Jean Alesi            | Ferrari           | 41     | Colisão         | 4    |        |
| Ret  | 14 | Rubens Barrichello    | Jordan-Hart       | 41     | Colisão         | 7    |        |
| Ret  | 25 | Eric Bernard          | Ligier-Renault    | 40     | Câmbio          | 15   |        |
| Ret  | 19 | Olivier Beretta       | Larrousse-Ford    | 36     | Motor           | 25   |        |
| Ret  | 8  | Martin Brundle        | McLaren-Peugeot   | 29     | Motor           | 12   |        |
| Ret  | 10 | Gianni Morbidelli     | Footwork-Ford     | 28     | Colisão         | 22   |        |
| Ret  | 26 | Olivier Panis         | Ligier-Renault    | 28     | Colisão         | 13   |        |
| Ret  | 31 | David Brabham         | Simtek-Ford       | 28     | Transmissão     | 24   |        |
| Ret  | 6  | Jos Verstappen        | Benetton-Ford     | 25     | Spun off        | 8    |        |
| Ret  | 15 | Eddie Irvine          | Jordan-Hart       | 24     | Câmbio          | 6    |        |
| Ret  | 24 | Michele Alboreto      | Minardi-Ford      | 21     | Motor           | 21   |        |
| Ret  | 11 | Alessandro Zanardi    | Lotus-Mugen/Honda | 20     | Motor           | 23   |        |
| DNQ  | 34 | Bertrand Gachot       | Pacific-Ilmor     |        |                 |      |        |

## Tabela do campeonato após a corrida
| Pos. | Piloto             | Pontos |
| ---- | ------------------ | ------ |
| 1    | Michael Schumacher | 66     |
| 2    | Damon Hill         | 29     |
| 3    | Gerhard Berger     | 17     |
| 4    | Jean Alesi         | 13     |
| 5    | Rubens Barrichello | 7      |

| Pos. | Construtor       | Pontos |
| ---- | ---------------- | ------ |
| 1    | Benetton-Ford    | 67     |
| 2    | Ferrari          | 36     |
| 3    | Williams-Renault | 31     |
| 4    | Jordan-Hart      | 11     |
| 5    | McLaren-Peugeot  | 10     |

- Nota: Observe que somente as cinco primeiras posições estão incluídas nas tabelas.